# Pascale Braconnot
 (août 2022).
Pascale Braconnot est climatologue en sciences du climat et de l'environnement à l'Institut Pierre-Simon-Laplace. Elle participe à la rédaction des quatrième et cinquième rapports d'évaluation du GIEC.

## Biographie

### Jeunesse et parcours universitaire
Au cours de son doctorat, Pascale Braconnot a travaillé sur les modèles d'océan tropicaux en utilisant des méthodes statistiques. Elle s'intéresse à l'amplification des moussons asiatiques et africaines durant l'holocène. elle est l'une des premières à utiliser un modèle océanique en trois dimensions pour montrer l'importance de la rétroaction océanique dans la formation glaciaire. Elle travaille sur El Niño et le forçage radiatif de l'Holocène. En 1992, elle est nommée au Commissariat à l'énergie atomique et aux énergies alternatives.

### Recherche et carrière
Pascale Braconnot est professeure de changement climatique à l'Institut Pierre-Simon-Laplace. Elle est membre du groupe Modeling the Earth Response to Multiple Anthropogenic Interactions and Dynamics (MERMAID). Ses travaux portent sur le les échanges océan-atmosphère, l'acidification des océans et les simulations climatiques. Elle étudie les climats passés pour mieux comprendre le rôle des rétroactions climatiques. Elle a également travaillé sur l'inclinaison de l'axe et la précession pendant la période interglaciaire. Pascale Braconnot a participé au Paleoclimate Modeling Intercomparison Project, qui analyse les résultats des modèles climatiques.
En 2014, Pascale Braconnot reçoit une bourse de 2,7 millions d'euros de la Fondation BNP Paribas pour la recherche sur le climat. Elle participe aux quatrième et cinquième rapports d'évaluation du GIEC,. Elle est également sélectionnée pour participer à la réunion de cadrage du sixième rapport d'évaluation du GIEC en 2017.
En 2017, Pascale Braconnot signe une lettre à Emmanuel Macron pour exprimer son inquiétude quant au retrait de la France du nucléaire. En 2019, elle est élue membre et en 2023, vice-présidente du Comité scientifique conjoint du Programme mondial de recherches sur le climat.

### Prix et distinctions
- 2009 : Médaille Milankovich de l'Union européenne des géosciences[12]
- 2012 : Légion d'honneur[13]
- 2015 : Élue à l'Academia Europaea[14]